# Guami labdarúgó-szövetség
A guami labdarúgó-szövetség (angolul: Guam Football Association, [GFA]) az Amerikai Egyesült Államok külbirtokának, Guamnak a labdarúgó-szövetsége. 1975-ben alapították. A szövetség szervezi a guami labdarúgó-bajnokságot valamint a guami kupát. Működteti a guami labdarúgó-válogatottat és a guami női labdarúgó-válogatottat. Székhelye Hagåtñában található.